# Gesetz über die Rechtsanwaltschaft und die Rechtsanwaltstätigkeit in der Russischen Föderation
Das Gesetz über die Rechtsanwaltschaft und die Rechtsanwaltstätigkeit in der Russischen Föderation (AnwaltsG) (russisch Федеральный закон „Об адвокатской деятельности и адвокатуре в Российской Федерации“) ist ein Föderalgesetz der Russischen Föderation.
Es trat am 31. Mai 2002 in Kraft und wurde zuletzt geändert am 21. November 2011. Das Gesetz bildet gemeinsam mit dem Berufsethischen Kodex vom 31. Januar 2003, dessen derzeit gültige Fassung vom 5. April 2007 datiert, die rechtliche Grundlage der Tätigkeit eines Rechtsanwalts in der Russischen Föderation.